# Final Fantasy III
Pour les articles homonymes, voir FF3.
Final Fantasy III (ファイナルファンタジーIII, Fainaru Fantajī Surī) est un jeu vidéo de rôle, développé par Square Co., Ltd., sorti sur Famicom en 1990 au Japon.
Un remake entièrement en 3D du jeu, développé par Matrix Software et édité par Square Enix, sorti sur Nintendo DS le 24 août 2006 au Japon, le 14 novembre de la même année en Amérique du Nord et le 3 mai 2007 en Europe. Cette version propose une nouvelle bande-son, une intégration progressive des personnages avec un scénario différent pour chacun et un mode de jeu multijoueur via des messages à envoyer (en réseau local et Internet).
Le remake du jeu a aussi été adapté sur la PSP (d'après la version DS) ; il est sorti le 26 septembre 2012, sur le PlayStation Store européen. De même, un port pour iOS est sorti le 24 mars 2011, et un port sur Android le 12 mars 2012, ainsi qu'une version spéciale pour Ouya en avril 2013. La version Windows est sortie le 27 mai 2014. La version "Pixel Remaster" est sortie sur Steam et App Store le 28 juillet 2021.

## Trame

### Synopsis
Lorsque l’on se sert de son savoir pour faire le mal, a-t-on un jour une chance de se racheter aux yeux de tous ? La connaissance mènerait-elle à la destruction ? La Terre tremble et de bien curieux phénomènes se produisent. Ce qui attire l’attention de quatre jeunes orphelins (Luneth, Arc, Refia et Ingus). À peine sortent-ils de leur village pour enquêter qu’ils se font attaquer par une horde de monstres. Conséquence : ils tombent dans une cache et trouvent un très ancien cristal, objet d’une légende qui se nourrissait depuis lors de nombreuses croyances populaires. Nos quatre adolescents, tourmentés par leur découverte, se verront transformés en véritables investigateurs. Le cristal leur confie une mission de la plus haute importance : rétablir l’ordre dans leur monde, qu’ils ne connaissent qu’à peine. Ils ont été choisis pour devenir les chevaliers de la lumière, ordre mythique qui ne vit dans les consciences que sous la forme de rites ancestraux. Selon la même légende, un esprit démoniaque endormi sera réveillé par une personne et réduira la terre à néant. Un terrible combat l’opposera aux guerriers de la prophétie et le bien triomphera.
Ce scénario met surtout en scène un équilibre fragile entre lumière et ténèbres. Alors que bien auparavant, un nuage de lumière a failli faire disparaitre les ténèbres, 4 cristaux du monde des ténèbres choisirent 4 guerriers pour stopper la lumière. C'est maintenant aux 4 cristaux de lumières de choisir leurs 4 chevaliers afin d'empêcher la progression de ce Nuage de Ténèbres.

### Les personnages
Il y a quatre personnages principaux, ce sont les Guerriers de la Lumière. Ils viennent du continent flottant, ils étaient sur le vaisseau de Cid quand il y a eu un tremblement de terre. Ils en furent les seuls survivants avec Cid : Luneth, Arc, Refia et Ingus
- Luneth : Le personnage principal de l'histoire, orphelin, tout comme ses 3 camarades, il a été élevé dans le village d'Ur par Topapa ;
- Arc :  Élevé avec Luneth, il est plutôt timide et passe ses journées à lire. Il décide d'accompagner Luneth pour prouver aux autres sa force et son courage ;
- Refia : Fille du forgeron Takka à Kazus (au sud d'Ur), elle désobéit souvent à son père et fugue régulièrement. Elle rencontre Luneth et Arc lorsque ces derniers sauvent son village de la malédiction du Djinn ;
- Ingus : Soldat du royaume de Sasune, il prend part au groupe pour sauver la princesse Sara. Il décide ensuite de rester avec ses camarades.

Par la suite vous rencontrerez les cinq wyrms :
- La princesse Sara: Fille du roi Sasune et amie d'enfance d'Ingus, elle est le premier personnage non jouable à vous accompagner, elle soigne et utilise la magie blanche offensive "aéro" ;
- Cid: Pilote de "l'Entreprise", il vous accompagne juste après le prologue et utilise un marteau pour se battre ;
- Desch : Un vagabond qui a fait chavirer le cœur de plus d'une fille. Il descend des Anciens et utilise "foudre +" et un sabre pour se battre lorsqu'il vous accompagne ;
- Les 4 vieux hommes: Ils se prennent pour les guerriers de la lumière. Ils aideront les vrais (Luneth, Arc, Réfia et Ingus) à obtenir les bottes magiques ;
- Le prince Alus: Timide comme Arc, il a dû fuir son château lorsque la guerre civile qui s'y est déroulée commença.

Vous rencontrerez aussi des puissants mages :
- Unéi : Première apprentie du mage Noah et dévot. Elle est la gardienne du monde des rêves. Elle vous accompagnera un peu et utilisera la magie blanche lorsqu'elle se battra à vos côtés. Elle utilise surtout les changements de statut sous sa forme monstre (à affronter avant la cité des Anciens) ;
- Doga : Second apprenti de Noah et sage. Il est le maître des mogs et vit dans un manoir rouge. Il utilisera la magie noire (torche) lorsqu'il se battra à vos côtés. Il se bat avec les sortilèges élémentaires "3" sous sa forme monstre (à affronter avant la cité des Anciens) ;
- Xande : Troisième et dernier apprenti du mage Noah et Magicien. Il invoque le Nuage des Ténèbres pour transformer le monde en Néant. Sous sa forme monstre, il utilise magie et armes (à affronter comme Boss dans la tour de Cristal).
- Noah : Créateur des plus grands sortilèges et maître des Éons.

## Système de jeu

### Lesjobs
Dans ce jeu, il existe un système de job, que l'on peut changer pour chaque personnage à tout moment. 
Chaque job diffère d'un autre par ses capacités, ses points forts, ses faiblesses, et les équipements compatibles.
Il existe pour chaque job un "niveau" de job qui augmente au fur et à mesure que notre personnage utilise ce job.
Ce niveau de job est déterminant pour presque toutes les stats de votre personnage, ainsi il est recommandé d'effectuer les changements de classe directement après la disponibilité de nouvelles classes pour ne pas se trouver avec un niveau de job 1 face à un puissant boss et courir vers une défaite certaine.
- Free Lance : Disponible au début du jeu, c'est le premier job des personnages. Il n'a ensuite plus de réelle utilité pour la suite de l'aventure. Il peut s'équiper de tous les types d'armes et d'armures mais seulement les plus faibles et il peut utiliser les magies noires et blanches mais seulement celles de niveau 1.
- Guerrier : Disponible au premier Cristal, combattant au corps à corps avec presque tous les types d'armes et s'équipe de bonnes armures.
- Moine : Disponible au premier Cristal, combattant au corps à corps sans arme (il peut s'équiper de gants mais cela aura comme effet de réduire son attaque).
- Mage Blanc : Disponible au premier Cristal, utilise la magie blanche (de soin notamment).
- Mage Noir : Disponible au premier Cristal, utilise la magie noire et peut s'équiper, en plus de l'équipement habituel de mage, de faibles arcs et de flèches primaires.
- Mage Rouge : Disponible au premier Cristal, peut utiliser des magies blanches et noires mais seulement jusqu'au niveau 5 et possède moins de MP que les mages blancs ou noir.
- Voleur : Disponible au premier Cristal, vole des objets aux ennemis et ouvre les portes sans clés, faible attaque.
- Chasseur : Disponible au deuxième Cristal, attaque avec tous les arcs et toutes les flèches. Sa compétence barrage attaque tous les ennemis à la fois.
- Chevalier : Disponible au deuxième Cristal, évolution de Guerrier, il maîtrise la magie blanche de niveau 1 et peut "défendre", ce qui augmente sa défense et protège les alliés en état de danger (pv jaunes) jusqu'au prochain tour.
- Érudit : Disponible au deuxième Cristal, peut analyser les faiblesses de l'adversaire et double l'effet des potions.
- Geomancien : Disponible au deuxième Cristal, attaque l'adversaire en faisant corps avec son environnement.
- Viking : Disponible au troisième Cristal, attaque puissamment grâce à des armes telles que des marteaux ou des haches, il peut aussi défier l'ennemi, ce qui (si réussi) force l'ennemi à seulement l'attaquer lui au prochain tour.
- Chevalier Dragon : Disponible au troisième Cristal, peut sauter pour attaquer depuis le ciel, infligeant une attaque deux fois plus puissante que l'attaque normale et très efficace contre les créatures volantes, manie les lances.
- Chevalier Noir : Disponible au troisième Cristal, exploite les énergies négatives pour effectuer une attaque plus puissante (nommée noirceur) frappant tous les ennemis mais qui consomme un peu de ses PV. Il peut aussi s'équiper de sabres de ninja, les seules armes capables d'attaquer certains ennemis sans occasionner l'apparition d'un nouvel ennemi.
- Conjureur : Disponible au troisième Cristal, invoque des créatures magiques (les éons) afin d'attaquer l'ennemi (compétence offensive) ou aider l'équipe (compétence défensive).
- Barde : Disponible au troisième Cristal, grâce aux mélodies de sa harpe, il peut attaquer l'ennemi ou aider ses camarades.
- Karateka : Disponible au quatrième (et dernier) Cristal, au même titre que les moines, ils combattent au corps à corps à mains nues (ils peuvent aussi s'équiper de gants de combat mais cela réduira leur attaque).
- Magicien : Disponible au quatrième Cristal, évolution du mage noir, expert en magie noire.(jusqu'au niveau 8)
- Dévot : Disponible au quatrième Cristal, évolution du mage blanc, expert en magie blanche.(jusqu'au niveau 8)
- Invokeur : Disponible au quatrième Cristal, invoque des créatures magiques (les éons) et utilise leur haute attaque, qui est une combinaison de la compétence défensive et offensive de l'éon..
- Sage : Disponible au quatrième Cristal, évolution du mage rouge, il peut utiliser les magies noires et blanches ainsi que toutes les invocations jusqu'au niveau 8 mais possède moins de PP que le magicien, le dévot ou l'invocateur.
- Ninja : Disponible au quatrième Cristal, utilise des armes de jet et des projectiles ainsi que des sabres de ninja, seules armes capables d'attaquer certains types d'ennemis sans causer l'apparition d'un nouvel ennemi.
- Chevalier Oignon : Job extrêmement puissant (mais seulement après avoir atteint le niveau 93, où les statistiques du personnage augmentent extrêmement rapidement), disponible après avoir rempli une quête annexe, pouvant utiliser toutes sortes de magie ainsi que l'équipement oignon, qui est l'équipement le plus puissant du jeu, évolution du job Free Lance.

## Musique
La musique du jeu est composée par Nobuo Uematsu.
Deux albums regroupant les musiques du jeu sont commercialisés au Japon :
- Final Fantasy III Original Sound Version
- Final Fantasy III Legend of Eternal Wind

## Version DS

Logo de la version DS

Dans la version DS du jeu, le scénario est nettement plus implanté dans le jeu que dans la version sur Famicom et est aussi nettement différent. Ainsi, alors que dans la version sur Famicom, on peut presque directement changer de classe, il faut avoir terminé le prologue pour pouvoir changer de classe dans la version DS. De plus, sur Famicom, on commence directement avec les quatre personnages alors que sur DS, on commence avec Luneth uniquement puis on récupère les autres personnages.
On peut aussi remarquer que, sur la version Famicom, il suffit d'envoyer des lettres aux personnages clés mais non jouables pour pouvoir réaliser les quêtes annexes, alors qu'avec l'apparition du Nintendo Wi-Fi sur la Nintendo DS et donc la possibilité d'envoyer des lettres à d'autres joueurs de Final Fantasy 3, il faut en plus envoyer un certain nombre de lettres à ses amis.

## Version iPhone
La version présente sur l'App Store, est exactement la même que celle sur DS à plusieurs niveaux, bien que l'on retrouve une amélioration des graphismes et un système de contrôles différents. Le monde, personnage, histoire, monstres... restent cependant identiques. Il y cependant disparition de la grande animation d'introduction présente sur la version DS.
Une version "Pixel Remaster" est sortie sur iPhone le 28 juillet 2021. Le design s'inspire de la version originale sur NES avec un mélange entre graphismes HD et pixel art. La bande son a été réalisée par Nobuo Uematsu avec un nouvel arrangement orchestral.

### Équipe de développement
- Réalisation : Hiromichi Tanaka
- Design des personnages : Akihiko Yoshida
- Direction artistique : Ryôsuke Aiba
- Musique : Nobuo Uematsu
- Arrangement : Tsuyoshi Sekito, Keiji Kawamori
- Supervision des combats : Kazuhiko Aoki
- Production : Tomoya Asano